# Préaux-Saint-Sébastien
Préaux-Saint-Sébastien és un antic municipi francès situat al departament de Calvados i a la regió de Normandia. L'any 2018 tenia 37 habitants. Des del 1r de gener de 2016 es va integrar en el municipi nou de Livarot-Pays-d'Auge com a municipi delegat. En reunir vint-i-dos antics municipis, aquest municipi nou és el més gros de tots els municipis nous de França.

## Demografia
El 2007 la població era de 38 persones. Hi havia 16 famílies.

## Economia
El 2007 la població en edat de treballar era de 23 persones, 17 eren actives i 6 eren inactives. Hi havia tres explotacions agrícoles que conreaven un total de 411 hectàrees i un restaurant.